# جيري مكابي
جيري مكابي (بالإنجليزية: Gerry McCabe)‏ هو لاعب كرة قدم ومدرب كرة قدم بريطاني في مركز الوسط، ولد في 26 سبتمبر 1956 في هميلتون في المملكة المتحدة. لعب مع غلينتوران ونادي اربوراث ونادي دمبرتون ونادي كلايد ونادي كورك سيتي ونادي هيبرنيان وهاميلتون أكاديميكال.